# Bank Finlandii
Bank Finlandii (fiń. Suomen Pankki, szw. Finlands Bank) – fiński bank centralny z siedzibą w Helsinkach.
Bank należy do Europejskiego Systemu Banków Centralnych i do Eurosystemu. Podstawowym celem działalności Eurosystemu i Banku Finlandii jest utrzymanie stabilnego poziomu cen – Bank Finlandii uczestniczy w procesie decyzyjnym ustalania polityki monetarnej w strefie euro i odpowiada za jej wdrażanie na terenie Finlandii.

## Historia
Bank Finlandii jest czwartym najstarszym bankiem na świecie. W 1809 roku Finlandia znalazła się pod panowaniem rosyjskim. W 1811 car Aleksander I Romanow wydał dekret ustanawiający Waihetus- Laina- ja Depositioni-Contorin – instytucję oszczędnościowo-kredytową z siedzibą w Turku, która została następnie przekształcona w Bank Finlandii i w 1819 roku przeniesiona do nowej stolicy kraju Helsinek. Bank zaczął spełniać więcej zadań banku centralnego pod koniec XIX wieku, wraz z wprowadzeniem narodowej waluty – marki fińskiej w 1860 roku i pojawieniem się banków komercyjnych. Pozycja banku wzmocniła się po uzyskaniu przez kraj niepodległości w 1917 roku.
Po II wojnie światowej podstawowym celem działalności banku było utrzymanie stabilnego poziomu cen. Bank odpowiadał za emisję znaków pieniężnych, organizowanie rozliczeń pieniężnych, prowadzenie gospodarki rezerwami dewizowymi, prowadzenie działalności dewizowej, prowadzenie bankowej obsługi budżetu państwa, regulowanie płynności banków oraz ich refinansowanie, kształtowanie warunków niezbędnych dla rozwoju systemu bankowego, sprawowanie funkcji nadzoru bankowego, a także regulowanie działalności na rynku bankowym.
W 1999 wraz z przyjęciem przez Finlandię euro Bank Finlandii stał się członkiem Eurosystemu.

## Organizacja
Ustawowymi organami Banku są: Prezes Banku Finlandii i Rada. Działalność Banku poddana jest kontroli parlamentu przy udziale 9-osobowej Parlamentarnej Rady Nadzorczej.

### Prezes Banku Finlandii
Prezes Banku Finlandii zarządza bankiem i jest przewodniczącym Rady Nadzorczej. Prezes powoływany jest na 7-letnią kadencję przez Prezydenta Finlandii na wniosek Parlamentarnej Rady Nadzorczej. Prezes zasiada w Radzie Prezesów Europejskiego Banku Centralnego (EBC).

#### Lista Prezesów Banku Finlandii
Lista podana za informacjami na stronie internetowej Banku Finlandii:

- Claes Johan Sacklén (1812–1816)
- Carl Johan Idman (1817–1820)
- Otto Herman Lode (1820–1827)
- Johan Gustaf Winter (1827–1841)
- Carl Wilhelm Trapp (1841–1853)
- Axel Ludvig Born (1853–1856)
- Axel Federley (1853–1854)
- Frans Ivar Edelheim (1854–1856)
- Robert Trapp (1854–1856)
- Frans Ivar Edelheim (1856–1858)
- Wilhelm Blidberg (1858–1861)
- Carl Isak Björkman (1862–1866)
- Victor von Haartman (1866–1870)
- August Florin (1870–1875)
- Gustaf Samuel von Troil (1875–1884)
- Alfred Charpentier (1884–1897)
- Carl Theodor Alexander Wegelius (1898–1906)
- Clas Herman von Collan (1907–1918)
- Otto Eliel Stenroth (1918–1923)
- August Ramsay (1923–1924)
- Risto Ryti (1923–1940)
- Johan Wilhelm Rangell (1943–1944)
- Risto Ryti (1944–1945)
- Sakari Tuomioja (1945–1955)
- Rainer von Fieandt (1955–1957)
- Klaus Waris (1957–1967)
- Mauno Koivisto (1968–1982)
- Ahti Karjalainen (1982–1983)
- Rolf Kullberg (1983–1992)
- Sirkka Hämäläinen (1992–1998)
- Matti Vanhala (1998–2004)
- Erkki Liikanen (2004–2018)
- Olli Rehn (2018–)

### Rada nadzorcza
Rada kieruje działalnością Banku. W jej skład wchodzi Prezes Banku i maksymalnie 5 członków, powoływanych przez Parlamentarną Radę Nadzorczą na okres pięciu lat.

#### Skład Rady Nadzorczej
Lista podana za informacjami na stronie internetowej Banku Finlandii w dniu 9 września 2018:
- Olli Rehn – Prezes Banku Finlandii
- Marja Nykänen
- Tuomas Välimäki

## Działalność
- Działalność statystyczna. W ramach działalności statystycznej Bank zbiera, przetwarza i publikuje m.in. dane dotyczące bilansu płatniczego i międzynarodowej pozycji inwestycyjnej, a także statystyki pieniężne i bankowe[5].

- Analizy i badania ekonomiczne. Bank Finlandii prowadzi i wspiera działalność analityczną i badawczą w zakresie szeroko rozumianej ekonomii i finansów. Wyniki tej działalności publikowane są m.in. w następujących opracowaniach[6]:
  - „The Bank of Finland Bulletin”
  - „Financial Market Reports”
  - „Discussion Papers”
  - „BoF Economics Review”